# René Charles N’Diaye
René Charles N’Diaye – senegalski piłkarz grający na pozycji bramkarza. W swojej karierze rozegrał 6 meczów w reprezentacji Senegalu.

## Kariera klubowa
W swojej karierze piłkarskiej N’Diaye grał w klubie AS Douanes.

## Kariera reprezentacyjna
W reprezentacji Senegalu N’Diaye zadebiutował 7 stycznia 1995 w zremisowanym 0:0 meczu kwalifikacji do Pucharu Narodów Afryki 1996 z Tunezją, rozegranym w Ziguinchorze. Wcześniej, w 1994 roku, został powołany do kadry na Puchar Narodów Afryki 1994. Na tym turnieju był trzecim bramkarzem Senegalu i nie rozegrał żadnego spotkania. W kadrze narodowej wystąpił 5 razy. Grał w niej tylko w 1995 roku.